# Vincent-Immanuel Herr

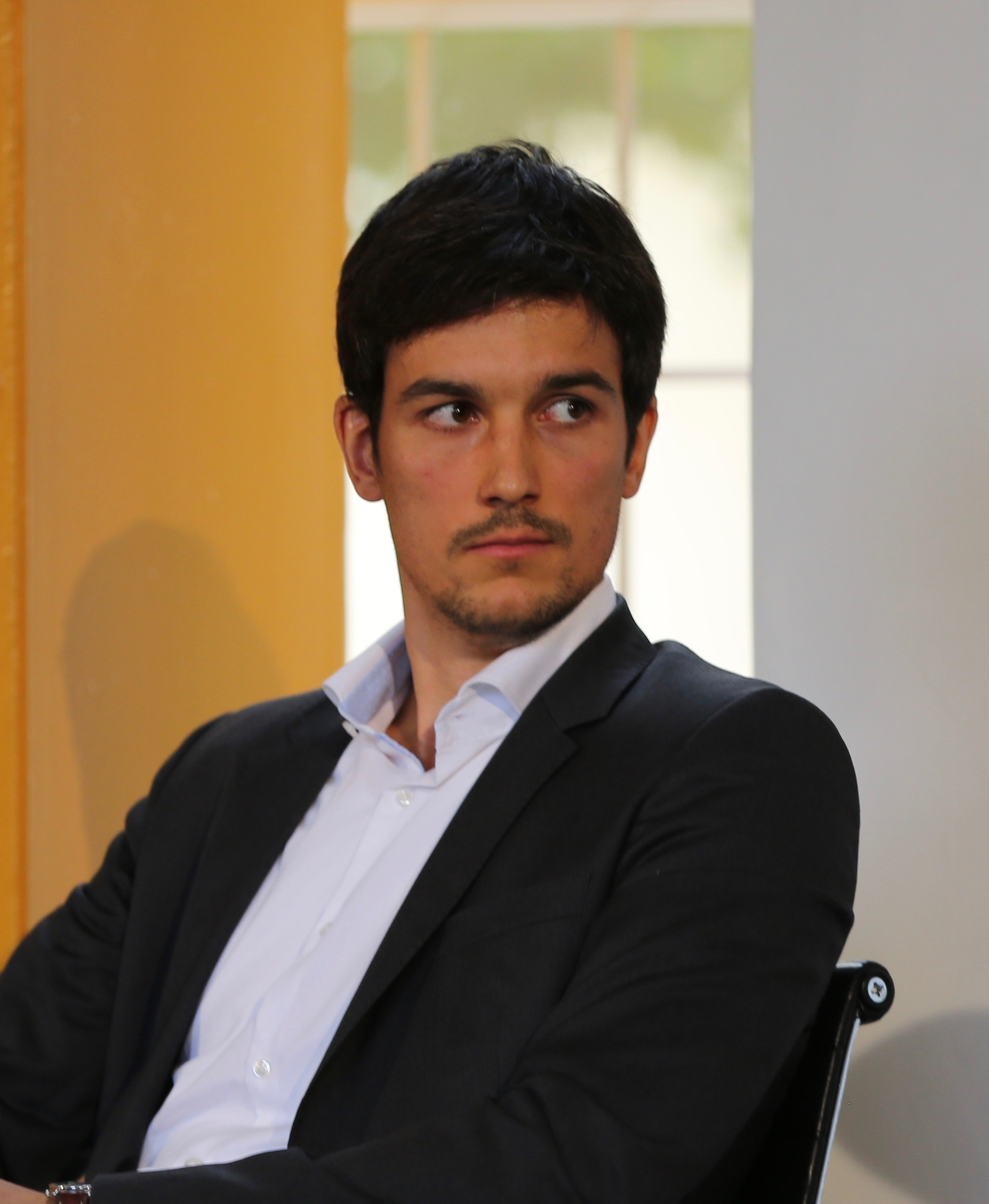
Vincent-Immanuel Herr auf dem Erlanger Poetenfest 2018

Vincent-Immanuel Lukas Herr (* 10. Oktober 1988 in Hamburg) ist ein deutscher Autor und Lobbyist.

## Leben und Familie
Herr ist der Sohn der Kultur- und Musikwissenschaftlerin und Aktivistin der Christlichen Wissenschaft Annette Kreutziger-Herr und des verstorbenen Klaus-Hendrik Herr, der Pressesprecher der Christlichen Wissenschaft, einer neureligiösen Bewegung, war.
Vincent-Immanuel Herr studierte Geschichte und Soziologie auf dem privaten, eng mit der Christlichen Wissenschaft verbundenen Principia College in den USA. 2012 war er dort leitender Redakteur der Universitätszeitung. Nach Abschluss des Bachelor of Arts studierte er im Masterstudiengang Nordamerikanistik, Geschichte und Politik am John-F.-Kennedy-Institute der Freien Universität Berlin.
Er lebt mit seiner Frau Amy Herr, Professorin am Principia College und Autorin für den Christian Science Sentinel, sowie den drei Kindern in den USA.
Gemeinsam mit Martin Speer veröffentlicht Herr unter dem Namen „Herr & Speer“ Bücher und ist als Berater tätig. Zusammen mit Speer ist er Vorsitzender des Vereines European Thinking e. V. in Berlin, der 2015 von der Stiftung Mercator gefördert wurde.

## Gesellschaftliches Engagement und Positionen

### Feminismus
Herr setzt sich mit Artikeln und Kampagnen für die Gleichstellung von Frauen und Männern ein. 2016 veröffentlichte er zusammen mit Martin Speer für „Zeit Online“ eine Anleitung für Männer zum Feminist-Werden. Er ist deutscher Botschafter der UN-Women-Kampagne HeForShe. und gemeinsam mit Speer gründete er das „Feminist Lab“, welches 2023 „Das Buch, das jeder Mann lesen sollte“ veröffentlichte. Im Jahr 2022 wurde Herr von der Bundesregierung in den Gender Equality Advisory Council (GEAC) der G7-Staaten unter Vorsitz von Jutta Allmendinger berufen. Seit 2022 veröffentlichte er eine Reihe von Gastbeiträgen im „Spiegel“, die sich mit der Rolle von Männern im Einsatz für Geschlechtergerechtigkeit beschäftigen. Das Buch Wenn die letzte Frau den Raum verlässt veröffentlichte er mit Speer im Februar 2025.

### Europaforschung und Young European Collective
Herr setzt sich für die europäische Integration und eine bürgernähere Europäische Union ein. Im Rahmen einer von der Stiftung Mercator und der Heinrich-Böll-Stiftung finanzierten Forschungsreise bereiste er im Jahr 2014 14 europäische Länder und führte Interviews mit über 200 jungen Menschen. In der Folge gründete er gemeinsam mit Speer das Young European Collective, welches aus 18 jungen Aktivisten aus 14 verschiedenen Ländern besteht. Die Gruppe nimmt es sich zum Ziel, ihrer Generation in Europa eine Stimme zu geben und junge Menschen in Europa zum gesellschaftlichen Engagement zu motivieren. 2017 veröffentlichte das Kollektiv das Buch Wer, Wenn Nicht Wir? Vier Dinge, die wir jetzt für Europa tun können. Ebenfalls 2017 veröffentlichte die Gruppe einen Aufruf zum gesellschaftlichen Engagement in der Ära nach Brexit und der Wahl Donald Trumps.

### Free Interrail
2015 startete Herr zusammen mit Martin Speer die Kampagne „Free Interrail“ mit dem Ziel, die Europäische Kommission von der Einführung eines kostenlosen Interrail-Tickets für alle EU-Bürger zum 18. Geburtstag zu überzeugen. Die Initiative erfuhr große mediale Aufmerksamkeit und wurde von Politikern verschiedener Parteien sowie bei einer Umfrage in Deutschland mehrheitlich unterstützt. 2017 stellte Herr den Vorschlag in einem TEDx-Vortrag vor. 2018 startete ein Pilotprojekt mit 15.000 kostenlosen Interrail-Tickets. Seit 2021 ist DiscoverEU Teil des Programms Erasmus+ und hat Stand 2025 über 300.000 Tickets vergeben.

### #EuropeLovesUK
Im Vorfeld zum Referendum über den Verbleib in der Europäischen Union im Vereinigten Königreich startete Herr gemeinsam mit Martin Speer einen Aufruf mit dem Ziel, britische Wähler für eine Stimme für den Verbleib in der EU zu motivieren. Der Text wurde auf der Petitionsseite Change.org von über 57.000 Menschen in Europa unterzeichnet.

## Auszeichnungen
- Bayreuther Vorbildpreis der Bayreuther Dialoge 2017, dem Zukunftsforum für Ökonomie, Philosophie und Gesellschaft[30]
- Politikaward 2017 für die #FreeInterrail-Kampagne[31]
- Berliner Europapreis Blauer Bär 2018[32]
- Jean Monnet Prize for European Integration 2018[33]
- Innovation in Politics Award 2018, Kategorie: Quality of Life[34] – zusammen mit Alexander Graf Lambsdorff, Rebecca Harms, Martin Speer, Istvan Ujhelyi und Manfred Weber
- Good Lobby Award 2018, Kategorie: Citizen Lobbyists of the Year, für die #FreeInterrail-Kampagne[35]
- European Railway Award (Special Accolade) für #FreeInterrail[36]
- European Charlemagne Prize Fellowship 2021/22[37]

## Veröffentlichungen (Auswahl)
- Wer, wenn nicht wir? Vier Dinge, die wir jetzt für Europa tun können. Mit Martin Speer, Droemer Knaur, München 2017. ISBN 978-3-426-78946-9.
- #TunWirWas: Wie unsere Generation die Politik erobert. Mit Martin Speer, Sonderausgabe für die Bundeszentrale für politische Bildung, Bonn 2019. ISBN 978-3-7425-0375-6
- Europe For Future: 95 Thesen, die Europa retten. Mit Martin Speer, Droemer Knaur, München 2021, ISBN 978-3-426-30268-2
- Das Buch, das jeder Mann lesen sollte. Mit Amy Herr, Martin Speer, Miriam Steckl, Robert Peter, William McInerney und Aileen McKay. Herausgegeben vom Feminist Lab. Beltz, Weinheim und Basel 2023, ISBN 978-3-407-86729-2
- Wenn die letzte Frau den Raum verlässt. Was Männer wirklich über Frauen denken. Mit Martin Speer, Ullstein, Berlin, 2025, ISBN 978-3-550-20306-0